# Rhipidolestes fascia
Rhipidolestes fascia är en trollsländeart som beskrevs av Zhou 2003?. Rhipidolestes fascia ingår i släktet Rhipidolestes och familjen Megapodagrionidae. Inga underarter finns listade i Catalogue of Life.